# Amstrad CPC 464

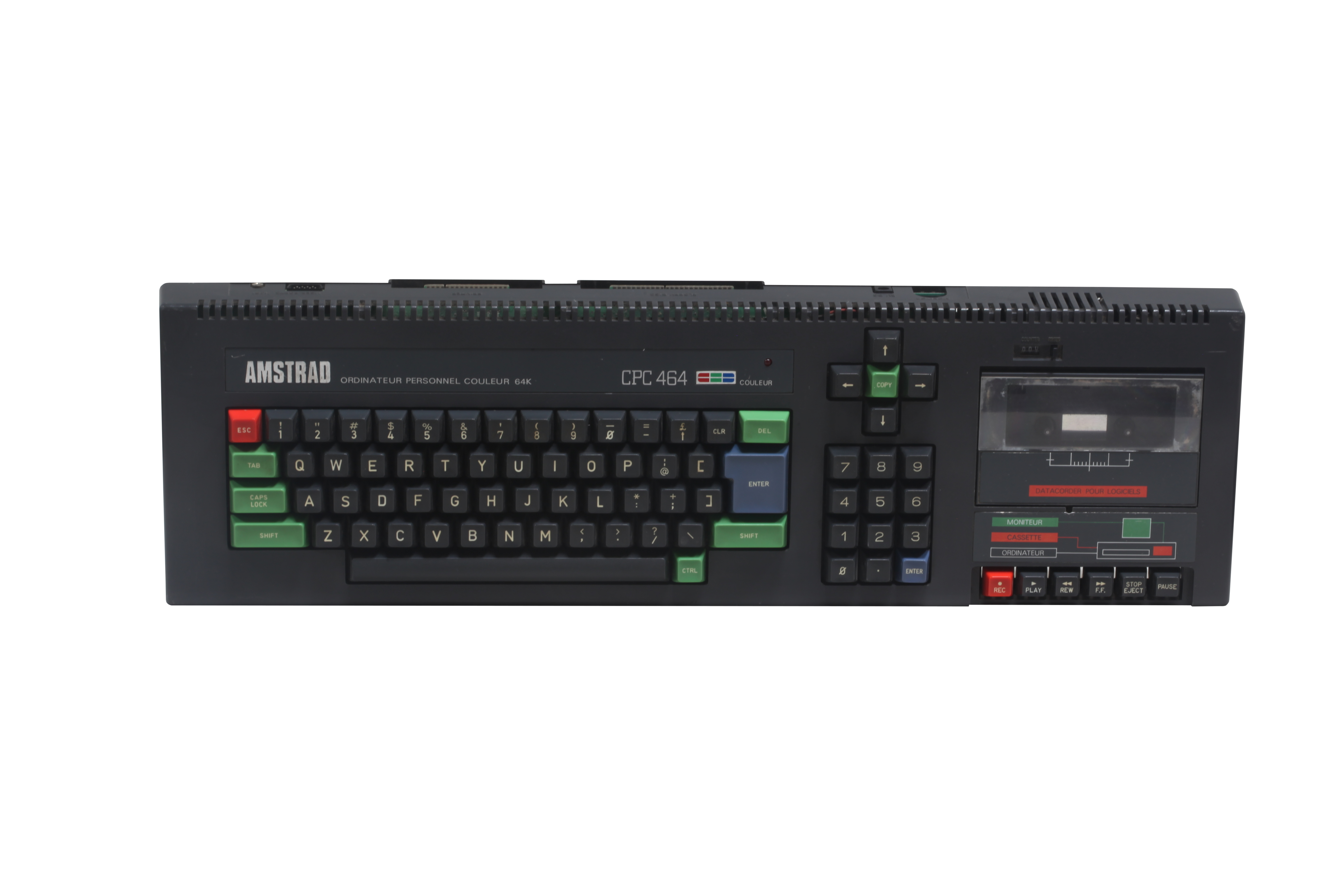
Amstrad CPC 464

L'Amstrad CPC 464 est un ordinateur personnel britannique de la gamme Amstrad CPC, à affichage couleurs ou monochrome vert, comportant 64 ko de RAM, 32 ko en ROM et utilisant le langage Locomotive BASIC 1.0, considéré par certains passionnés comme le meilleur BASIC ayant jamais 
existé.

## Historique

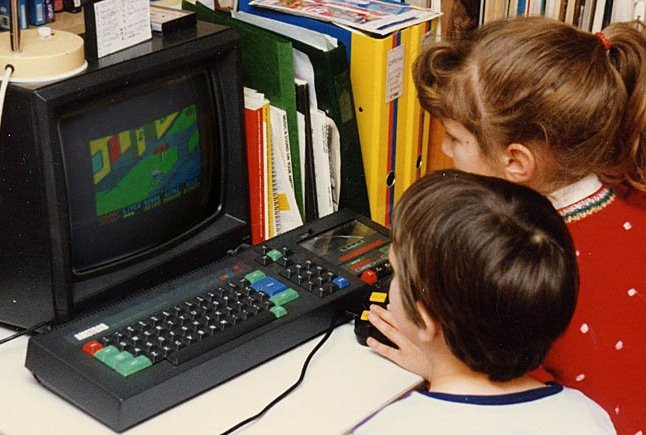
Enfants jouant à Paperboy sur un CPC 464 en 1988

Cet ordinateur, conçu pour l'utilisation familiale (il coûtait 3 500 FF), répondait au lancement des ZX Spectrum, Oric 1 et Commodore 64 respectivement par Sinclair, Oric Corporation et Commodore. L'Amstrad CPC 464 sorti en septembre 1984 en France a connu un immense succès : il s'en vendait 20 000 par mois pour un total d'un million d'exemplaires. Il a fait disparaître beaucoup d'ordinateurs et a peut-être marqué la fin d'une époque. Son succès fut tel que plus d'une dizaine de magazines spécialisés furent créés, dont le plus fameux, Amstrad Magazine. Pour la première fois, une seule fiche secteur était nécessaire, écran et unité centrale s'alimentaient directement sans adaptateur encombrant et deux fiches seulement reliaient les deux éléments entre eux, la mise en fonction était immédiate. C'est peu après le succès commercial du 464 qu'est apparu AMSDOS. CP/M qui était antérieur au 464 a été transposé sur cet ordinateur.
Il existe un projet de descendant de l'Amstrad CPC à base de eZ80 à près de 50 MHz, le CPCNG.

## Description
Il utilisait un processeur Zilog Z80A (8 bits) à 4 MHz et comportait un lecteur de cassettes intégré pour le stockage des données. On pouvait lui ajouter un lecteur de disquettes au format 3 pouces.
Le programme Protext de traitement de texte n'était pas présent sur tous les CPC 464.

## Spécifications techniques

### Processeur
Z80A à 4 MHz. De par le gateArray les opcodes prenaient tous 4 cycles au minimum. Dès lors certains estiment la perte de performance moyenne à 15 %. Cette estimation reste très statistique mais relativement acceptée par la communauté.

### Mémoire vive
64 ko de RAM, extensibles à 512 ko (des extensions à 4 Mo existent également, ce sont cependant des matériels non officiels).

### Mémoire morte
32 ko de ROM, extensibles à 4 Mo.

### Lecteur de cassette

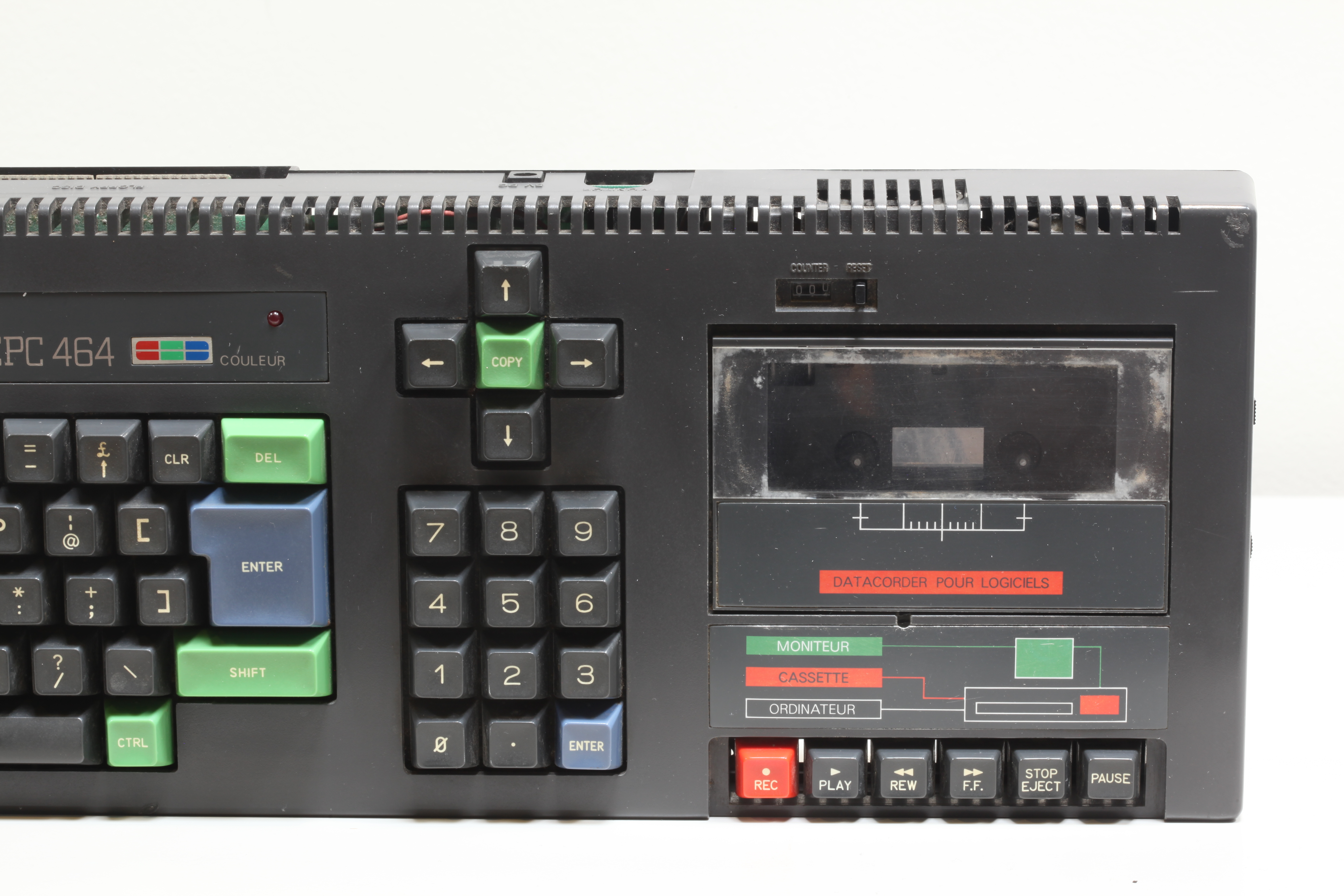
Partie droite du boitier, avec le lecteur de cassettes ("datacorder pour logiciels").

Le fait d'avoir un lecteur de cassette intégré n'avait rien d'anecdotique. En effet les débits depuis la cassette s'effectuaient sur le CPC 464 à 2000 bauds (2 kbit) en vitesse rapide ou à 1 000 bauds (1 kbit) en vitesse lente.
Il est à noter que ces vitesses étaient celles indiquées de base par le constructeur. Le jeu Bad Cat, de Rainbow Arts/Go! dans sa version pour Amstrad CPC cassette a été enregistré à 4000 bauds. Et l'Amstrad CPC lit les données à cette vitesse. 
César Nicolas Gonzalez, connu dans la communauté sous le pseudo de CNGSOFT a créé des versions compactées de jeux commerciaux, avec une vitesse d'enregistrement allant jusqu'à 6500 bauds. Un vrai CPC 464 est capable de gérer cette vitesse sans problème.

### Capacités graphiques
La machine est équipée d'un Motorola CRTC 6845 (ou clones), plus une puce spécifique à Amstrad, le Gate Array. Le CPC ne possède pas de mode texte en tant que tel. Les informations de modes texte qu'on retrouve régulièrement indiquent en fait le nombre de caractères (de huit pixels sur huit) que peut afficher le système dans les différents modes graphiques.
Le CPC standard possède une palette de 27 couleurs, constituées des trois teintes primaires (rouge, vert, bleu) auxquelles on applique les coefficients 0 ; 0,5 et 1. À l'origine le CPC était annoncé avec une palette de 32 couleurs. Malheureusement les 5 couleurs supplémentaires sont identiques à certaines teintes présentes parmi les 27 sus-nommées. Elles sont accessibles directement en Basic, mais n'ont aucun intérêt pratique.
Chose rare sous l'ère des 8 bits l'affichage est du full bitmap sans contrainte. Chaque pixel peut être adressé indépendamment et  n'importe quelle couleurs de la palette définie (2, 4 ou 16 couleurs parmi les 27 selon le mode). 
Le CPC dispose de 4 modes graphiques de base utilisant 16 ko de mémoire, dont un non documenté :
- Mode 0 : 160x200 en seize couleurs sans contrainte (choisies parmi celles disponibles dans la palette de 27).
- Mode 1 : 320x200 en quatre couleurs sans contrainte.
- Mode 2 : 640x200 en deux couleurs. Soit la haute définition du CP/M, le CPC jouait donc dans la cour des grands.
- Mode 3 : 160×200 en quatre couleurs. Taper « Mode 3 » sous Basic vous renverra une erreur « Improper argument », le système n'est pas capable de gérer ce mode. On ne peut accéder à celui-ci qu'en passant par la programmation assembleur.

Il était possible de créer des modes alternatifs via la programmation du CRTC, voire d'utiliser 32 ko de mémoire pour l'affichage. Cette astuce était essentiellement utilisée pour certains écrans d'accueil en fullScreen en 192×264 (25 ko). Néanmoins les versions CPC de Donkey Kong et d'Arkanoid, par exemple, utilisaient des modes alternatifs permettant du 128×256 en 16 couleurs (16 ko) leur donnant un aspect plus proche des bornes d'arcade à écrans verticaux dont ils étaient originaires.

### Inconvénient des modes bitmaps pour le jeu vidéo
Les développeurs de jeux d'arcade sur Amstrad ont souffert de la carence d'un mode tiles et sprites et d'un scrolling pixel par pixel et de mode graphique full bitmaps sans contrainte.
En effet, pour faire, par exemple un scrolling horizontal pixel par pixel à cinquante images par seconde en plein écran, il fallait que le Z80A fasse cinquante compositions d'écran de 16 kilooctets par seconde, soit 800 ko/s, sans compter les modifications d'image à faire pour positionner les « sprites » logiciels. En effet, bien que le CRTC permît d'effectuer des scrollings horizontaux hard, ceux-ci n'étaient disponibles que par incrément complet d'un octet, soit un pas de 2, 4 ou 8 pixels (mode 0, 1 ou 2) forçant bien des programmes à utiliser des scrolling soft pour éviter les saccades. C'est pour cette raison que la plupart des jeux d'arcade sur CPC présentent une surface jouable inférieure à leurs homologues sur d'autres plateformes. 
Il était par contre bien plus facile de gérer des scrolling verticaux en hard mais par incrément dont 1024 était un multiple plein. D'où de nombreux shoot verticaux dans des fenêtres de 128 pixels de large sur les 160 disponibles en mode 0 sur le CPC. Néanmoins, ici, le 128×200 avait aussi l'avantage de conserver l'aspect d'un shoot vertical.
À titre de comparaison, à la même époque :
- sur la Sega Master System (également à base de Z80A) le mode Tiles & Sprite avec scrolling hard pixel par pixel nécessitait, pour un scrolling pixel par pixel, 50/8 (scrolling hard) * 1 k (taille de la table de tiles) soit 6,2 ko par seconde à gérer par le Z80A.
- pour le [Commodore 64], grâce à des caractères redéfinissables en 4 couleurs et d'un scrolling hard d'un pixel en mode texte, on pouvait simuler des tiles cette opération ne nécessitait donc que de traiter que de 50*/8 (scrolling hard) * 10 k (taille d'un 160x200 en 4 couleur + 2 ko définissant les 4 couleurs utilisées par caractère) ⇒ 62,5 ko/s, ce qui, avec une capacité CPU deux fois inférieure au CPC, prenait tout de même cinquante fois moins de temps CPU et permettait une réelle fluidité. De plus, il disposait de huit sprites hard monochrome ou multicouleurs.
- le ZX Spectrum, lui, devait rafraîchir 350 ko/s mais souffrait du Color Clash.
- Sur MSX, point de salut : les développeurs devaient se contenter de scrolling par pas de huit pixels et de sprite monochrome.

Pour les jeux « 3D » fil de fer (dont le jeu spatial Elite) voire en fractales (Rescue on Fractalus!), ces 800 ko/s (ici souvent du 320x200 en 4 couleurs) sont à comparer au 50x6,7 ko = 350 ko/s du mode 256x192 16 couleurs avec contrainte du ZX Spectrum. Ici le C64 devait traiter 50 × 10 ko = 500 ko/s de son mode graphique 320×200 16 couleurs avec contrainte du C64.

### Capacités sonores
General Instruments AY-3-8912, 3 voies stéréo avec une fréquence de 1 MHz. Le même processeur sonore que les Oric, les MSX, les ZX Spectrum modèle 128 et successeurs, et l'Atari ST. L'AY-3-8912 possède aussi des ports d'entrées/sorties, qui sont utilisées sur CPC pour l'interrogation du clavier et du joystick.

### Clavier
AZERTY ou QWERTY suivant les régions, il existe aussi une version de 464 intégrant la touche « ñ » espagnole. Le clavier possède un pavé numérique.

### Connecteurs

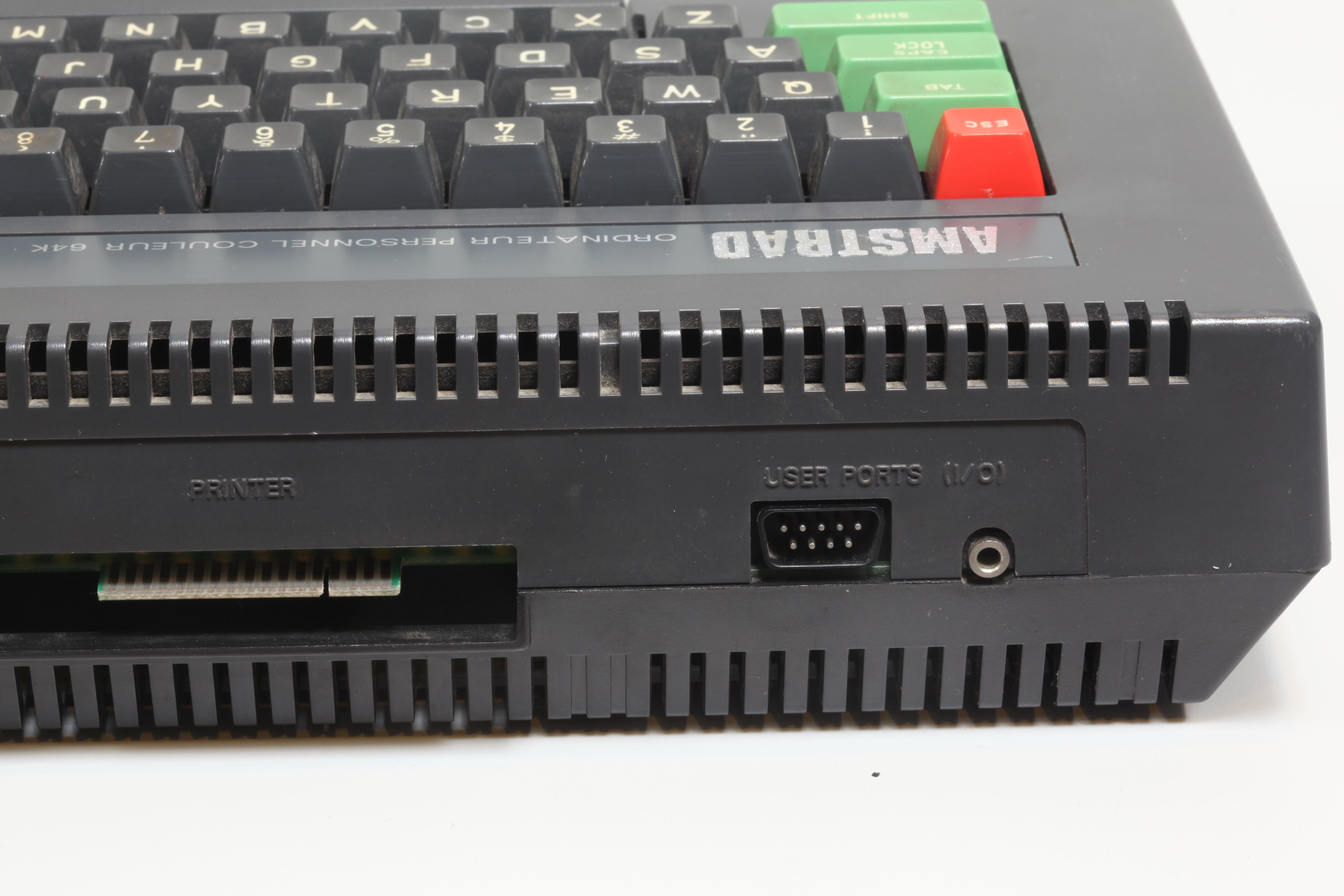
Arrière du boitier, avec les connecteurs mini-jack, joystick et imprimante.

- Port parallèle 7 bits. On peut néanmoins accéder au 8e bit à l'aide d'un accessoire largement diffusé dans les magazines à l'époque.
- Port d'extension.
- Connecteur RGB propriétaire.
- Port joystick compatible Atari.
- Prise casque stéréo.

Il n'y a pas d'interface RS-232, celle-ci est en revanche disponible séparément.